# Physalis philadelphica
Physalis philadelphica es una especie de planta fanerógama de la familia Solanaceae. La palabra miltomate procede del náhuatl “milli”, milpa, sembrado, y “tomatl”, tomate. También conocido como tomate verde. Se conoce en México desde tiempos precolombinos. Los aztecas lo cultivaban extensivamente y lo llamaban "miltomatl" que significa tomate cultivado.

## Clasificación y descripción
Planta herbácea, anual, ramificada, extendida, hasta de 1 m de alto. Tallo redondo y liso. Hojas alternas, de 3.7-7.9 cm de largo x 1.5-4.5 cm de ancho, ovada a lanceolado ovada, ápice agudo, base oblicua, cuneada a truncada, margen entero a dentado, los dientes agudos y cortos; pecíolo de 1.0-2.5 cm de largo. Flores solitarias; botones florales ovados de 3-5 mm de largo; pedicelo en flor de 7-9 mm de largo; cáliz de 4-7 mm de largo, dividido cerca de la mitad en lóbulos deltoides u ovados, frecuentemente con tonalidades púrpura obscuro. Corola amarilla, de 0.9-1.6 cm de largo y de 1.0-2.0 cm de diámetro, el cuello pubescente, manchas simples, púrpura a azul claro, estambres con anteras azules. Cáliz globoso, con 10 líneas ligeramente marcadas en el fruto, muy inflado sobre la baya, de 1.0-2.7 cm de largo x 1.0-2.5 cm de ancho, de color verde con tonalidades púrpuras en la base, liso; pedicelos en fructificación hasta de 1.2 cm de largo. Fruto una baya hasta de 1.5 cm de diámetro.

## Distribución
P.  philadelphica es una especie que solamente se distribuye de manera silvestre en México y en Guatemala. Así, la evidencia biogeográfica y taxonómica disponible en la actualidad, indica por un lado que México es el mayor centro de diversidad del género Physalis. Se distribuye ampliamente en gran parte del territorio nacional, pero predominantemente en una gruesa franja al oeste, suroeste y centro del país. Su distribución incluye gran parte de los estados de Chihuahua, Durango, Jalisco, Guanajuato, Querétaro, Hidalgo, Michoacán, Oaxaca, Estado de México, Distrito Federal, Morelos, Puebla, Guerrero, Aguascalientes, Tlaxcala y Zacatecas y una menor proporción de Chiapas, Sonora, Sinaloa, Nayarit, Colima, Tamaulipas, San Luis Potosí, Veracruz y Nuevo León, evitando las costas y la cuenca del río Balsas. Ha sido introducido esporádicamente en los Estados Unidos y Centro y Sudamérica llegando a crecer de manera silvestre en la zona centro de Chile, en los valles interiores de la región metropolitana hasta la región del Bio-Bio y en las Antillas.

## Hábitat
La temperatura óptima promedio que demanda el tomate de cáscara en su forma cultivada al momento de sembrar es de 20 a 25 °C, su crecimiento vegetativo requiere de 22 a 26 °C, con temperaturas mayores de 32 °C puede provocar una deshidratación del tubo polínico y en consecuencia abortos y frutos mal formados. No es tolerante a las bajas temperaturas y al exceso de humedad. Existe una gran variabilidad genética en esta especie y se reconocen al menos ocho razas: Silvestre, Milperos, Arandas, Tamazula, Manzano, Rendidora, Salamanca y Puebla, distribuidas prácticamente en todo México en altitudes que van desde los 8 hasta los 3.350 m s. n. m.".

## Estado de conservación
El patrón de endemismo elevado ha sido más ampliamente estudiado en el centro y el occidente de México. En esta región el género Physalis presenta muchas especies endémicas, asociadas a la diversidad ecológica del Matorral Mexicano Central y de la Faja Volcánica Transmexicana. Se requiere de una investigación más extensa y profunda en diversas  áreas de conocimiento biológico como lo son la genética de poblaciones, la ecología, la biología reproductiva y  la filogeografía, entre otras, las cuales brindarán herramientas para establecer una estrategia de conservación adecuada para la especie. Por lo anterior, en este momento es difícil hacer recomendaciones para la conservación de la diversidad de una especie cultivada que se encuentra relativamente poco estudiada desde el punto de vista genético y agronómico. Las variedades de P. philadelphica no han sido estudiadas suficientemente y al mismo tiempo, se desconoce mucho de la ecología de esta especie, tanto en estado silvestre, como domesticada.